# 德义先师庙
德义先师庙，位于山西省晋城市陵川县秦家庄乡德义村中。

## 保护
2013年1月，德义村先师庙公布为第三批晋城市文物保护单位，编号3-312。2021年8月4日，德义先师庙公布为第六批山西省文物保护单位，古建筑类，编号6-223。